# Sven Fosbo
Sven Fosbo (født 1940) var en dansk atlet og medlem af IF Gullfoss. Han vandt det danske meterskab i vægtkast fem år i træk fra 1963-1967.

## Danske mesterskaber
- Sølv 1960 Kuglestød 14,00
- Bronze 1960 Vægtkast 15,81
- Sølv 1961 Kuglestød 14,06
- Sølv 1961 Vægtkast 17,20
- Sølv 1962 Vægtkast 17,41
- Guld 1963 Vægtkast 18,46
- Bronze 1963 Kuglestød 14,05
- Guld 1964 Vægtkast 17,44
- Guld 1965 Vægtkast 18,28
- Guld 1966 Vægtkast 18,00
- Guld 1967 Vægtkast 18,73